# Hepstedt
Hepstedt település Németországban, azon belül Alsó-Szászország tartományban. Lakosainak száma 1016 fő (2023. december 31.).

## Népesség
A település népességének változása:
| Lakosok száma | 989  | 996  | 1008 | 1012 | 1032 | 1016 |
|               | 2016 | 2017 | 2019 | 2021 | 2022 | 2023 |